# Pierre Faurre
Pierre Faurre, né le 15 janvier 1942 à Paris et mort le 6 février 2001 dans la même ville, est un ancien élève de l'École polytechnique (major de la promotion 1960), ingénieur du Corps des Mines, Ph. D. à l'université Stanford. Il travaille dans un premier temps à l'Inria puis devient secrétaire général de Sagem en 1972, puis directeur général en 1983, et enfin le PDG en 1987.

## Biographie
Pierre Faurre est le fils de Lucien Marie Faurre (1905-1967), lui aussi polytechnicien de la promotion 1925 et ingénieur général.
Il fait sa scolarité au Lycée Buffon dans le 15e arrondissement de Paris, puis entre en classes préparatoires aux grandes écoles au lycée Louis le Grand. Il est reçu major à l’École polytechnique en 1960 à l'âge de 18 ans seulement, et en sort également major, avec une moyenne générale de 16,56.
En 1965, Pierre Laffitte, alors sous-directeur de l'École nationale supérieure des mines de Paris, envoie l'élève-ingénieur du Corps des Mines Pierre Faurre, qui vient également de terminer sa licence en mathématiques, faire un Ph. D. à l'Université Stanford dans le département Electrical Engineering, sous la direction du professeur Rudolf Kalman. À son retour en France en 1967, Pierre Faurre devient lui-même professeur à l'École des mines de Paris, où il crée le Centre de recherche en automatique et systèmes de Fontainebleau, qu'il dirige jusqu'en 1972 tout en dirigeant un groupe de chercheurs à l'INRIA, à Rocquencourt. Cependant, son mariage avec Pierrette Môme, deuxième fille de Marcel Môme, fondateur de la Sagem, le conduit à poursuivre sa carrière à Sagem.
À cette époque, les trois sociétés Sagem, CSEE et SAT avaient sécurisé leur capital grâce à des participations triangulaires : chacune avait pris une minorité de blocage dans la suivante. Cependant, CSEE connaît des difficultés et doit vendre sa part dans Sagem. En 1985, Pierre Faurre réussit à éviter une prise de contrôle externe en organisant une reprise de l'entreprise Sagem par ses salariés. Par cette reprise et l'auto-contrôle de Sagem, Pierre Faure fera de la Sagem une société opaque, en manque de communication et de transparence,.
En 1987, il succède à un autre gendre de Marcel Môme, Robert Labarre. Le nouveau PDG va supprimer 1 000 emplois et va réorienter les activités de défense vers le guidage et l’optronique. Sagem va ensuite se lancer sur le télécopieur et devenir rapidement le numéro deux européen. En 1994, le groupe Sagem emploie 15 000 personnes et œuvre dans les télécommunications, la défense, l’automobile et les câbles via trois sociétés, Sagem, SAT et SILEC. Il fabrique des fax, des décodeurs, des téléviseurs, des radiotéléphones, des fibres optiques, des systèmes de visée nocturne pour avions de combat, des gyroscopes, des compteurs d'électricité, des horodateurs, il a dégagé un bénéfice de 487 millions de francs pour un chiffre d'affaires de 13,7 milliards, Sagem acquiert également les cristalleries Daum, Radio Classique et Le Monde de la musique. 
En parallèle, Pierre Faurre continue à participer à des colloques scientifiques et à enseigner dans diverses institutions : École supérieure d'électricité, École nationale supérieure de l'Aéronautique, École polytechnique et Conservatoire national des arts et métiers. 
En 1984 il obtient le prix Science et Défense.
Il devient en 1993 Président du conseil d'administration de l'École polytechnique. Son principal apport sera de créer une nouvelle voie d'accueil d'étudiants étrangers.
Un prix annuel de la Fondation de l'École polytechnique, destiné à distinguer un jeune polytechnicien dont le début de carrière dans l’industrie est particulièrement prometteur, décerné pour la première fois en 2002, porte son nom.
Il fut élu membre de l'Académie des sciences en 1985. Il était aussi membre de l'Académie des technologies, de l'Academia Europaea et de l'International Academy of Astronautics.
Un prix triennal de l'Académie des sciences, décerné pour la première fois en 2005, porte son nom.
Il est encore à son poste de PDG de Sagem lorsqu’il meurt en 2001 à l'âge de 59 ans.
Il aurait dû être élevé au rang de commandeur de la Légion d'honneur par Alain Richard, le ministre de la Défense, le 12 février, six jours plus tard.